# Kenneth I d'Escòcia

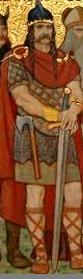
Kenneth I d'Escòcia

Kenneth I d'Escòcia o Kenneth MacAlpin (gaèlic escocès Cináed mac Ailpín, 800-858) és considerat el primer rei d'Escòcia. Fou nomenat rei de Dál Riata, i aprofità la seva condició de fill d'escot i picte per conquerir Fortriu i fer-se proclamar rei dels pictes, que havien vist el seu reialme destruït pels vikings després de la batalla de 839. Fundarà el nou regne d'Alba, nom gaèlic d'Escòcia, i en traslladarà el centre del regne a Dunkeld.
Va establir la capital del regne a Forteviot (Perth), mentre que el centre religiós passava a ser Dunkeld. El gaèlic esdevindrà l'idioma oficial de manera que desallotjarà als dialectes pictes del Forth, i es mantindrà el sistema social de clans comunals. També fou el primer rei que es faria coronar sobre la famosa pedra del destí o Pedra de Scone, que segons la llegenda fou portada a Escòcia per Gathelus d'Egipte. Tot i que el regne tenia la finalitat de protegir-se dels noruecs, sovint va atacar els Lothians i Strathclyde per tal d'incorporar-los.